# ダンジェウル
ダンジェウル （Dangeul）は、フランス、ペイ・ド・ラ・ロワール地域圏、サルト県のコミューン。

## 由来
『フランス革命期のコミューン名』（Noms révolutionnaires des communes de France）の58ページによると、コミューンはサン・ジョルジュ・ド・ダンジェウル（Saint-Georges-de-Dangeul）と呼ばれていたが、フランス革命時代にDangeulとなりそのまま現在まで維持されている。

## 人口統計
| 1962年 | 1968年 | 1975年 | 1982年 | 1990年 | 1999年 | 2005年 | 2014年 |
| ------ | ------ | ------ | ------ | ------ | ------ | ------ | ------ |
| 660    | 622    | 542    | 456    | 439    | 510    | 529    | 483    |

参照元:1962年から1999年までは複数コミューンに住所登録をする者の重複分を除いたもの。それ以降は当該コミューンの人口統計によるもの。1999年までEHESS/Cassini、2006年以降INSEE。

## 史跡
- マイエンヌ小修道院 - 最古の建設部分は11世紀。歴史的記念物[6]